# 아오미 사리오
아오미 사리오(일본어: 碧海 さりお あおみ さりお[*], 6월 16일)는 다카라즈카 가극단 호시구미에 소속된 남역 스타이다.
이시카와현 가나자와시, 세이료 고등학교 출신이다. 키 168cm, 애칭은 "챠리오", "사리오"이다.

## 약력
2013년, 다카라즈카 음악학교 입학
2015년, 다카라즈카 가극단 101기생으로 입단. 츠키구미 공연 「1789」로 초무대. 그 후, 호시구미에 배속
2020년, 레이 마코토ㆍ마이소라 히토미 톱콤비 대극장 오히로메 공연 「현요의 곡」에서 신인공연 첫 주연.

## 인물
초등학교 고학년 때, 다카라즈카를 첫 관람하고 그날, 다카라즈카 수험을 결심했다.
고교 재학 중에 방문한 OB 혼다 케이스케가 말한 "무슨 일에도 한계는 없다. 포기하면 내가 진다"는 말을 가슴에 품고, 마지막 기회인 4번째 도전에서 음악학교에 합격했다.
예명의 "아오(碧)"는 감청 하늘에서 따왔으며, 가능성은 무한하다는 생각을 담았다.

## TV 출연
- 2015년 9월, NHK 『경제제민의 남자 코바야시 이치조』 후편 - 다카라즈카 가극단 단원